# Giuseppe Cusi

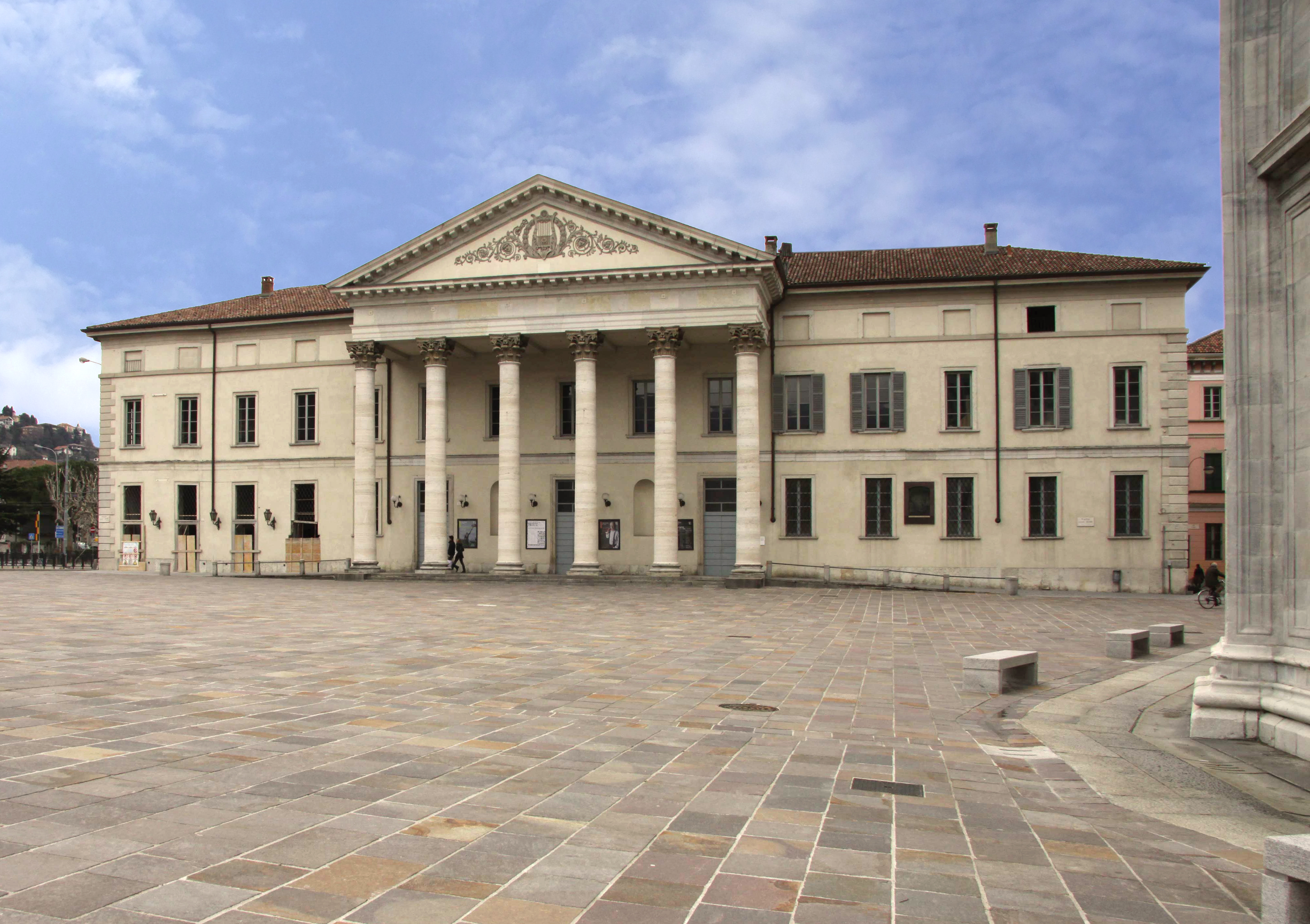
Teatro Sociale di Como, progetto di Giuseppe Cusi (1810-1813)

Giuseppe Cusi (Milano, 27 febbraio 1780 – Gambara, 26 settembre 1864) è stato un ingegnere e architetto italiano, conosciuto soprattutto come progettista del Teatro Sociale di Como (1813).

## Biografia
Figlio di Carlo Giuseppe Cusi e di Rosa Salina, conseguì la laurea in Ingegneria civile all'Università degli Studi di Pavia nei primi anni dell'Ottocento. Dal 1802 al 1806 circa lavorò a Milano, collaborando fra l'altro con Luigi Canonica alla stesura del progetto del Teatro Carcano ed alla sua realizzazione. Dal 1807 fu attivo a Como, dove ebbe alcuni incarichi importanti, quali l'ampliamento del porto, la costruzione della strada da Como a Barlassina, di un'altra strada collegante Como con Lecco, e soprattutto il progetto per il Teatro Sociale di Como, i cui disegni esecutivi recano la data del 18 aprile 1811.
Nel 1809 a Bergamo Giuseppe Cusi conobbe Rosa Beltrami, figlia di Egidio, dei Beltrami di Clanezzo, che sposò il 4 giugno 1809 e da cui ebbe tre figli: Egidio, Teresa, morta in tenera età, e Rosa.
Nel 1810-1811 Cusi era nuovamente attivo in provincia di Milano, dove curò l'esecuzione di opere idrauliche riguardanti il Naviglio Pavese e il Naviglio della Martesana.
Dal 1811 al 1814 lavorò in provincia di Novara.
Dal 1815 al 1820 fu attivo in provincia di Sondrio quale facente funzione di Ingegnere Capo della stessa provincia: è di quest'epoca una sua intensissima attività di topografo che culminerà in una splendida Tavola illustrante la topografia della Provincia di Sondrio, datata "Milano 10 maggio 1825".
Nel 1821 il C. fu di nuovo a Bergamo, dove nel 1825 iniziò la progettazione della Casa di Ricovero dei Poveri alle Grazie (sede del Credito Bergamasco). Nel 1827 fu ultimata la cupola su suo progetto della cattedrale di Sant'Alessandro
Del 1828 è il progetto dei propilei neoclassici della Barriera delle Grazie, sempre in Bergamo, costruiti nel 1837, conosciuti come i "tempietti di Porta Nuova".
Nel 1829 fu nominato Ingegnere Capo delle province di Como e Brescia, incarico che ricoprì per circa vent'anni, svolgendo un'intensissima attività di progettazione e supervisione.
Fra le altre opere di quei decenni si ricordano: l'inalveamento dell'Adda e del Mera in località Pian di Spagna, a nord del Lago di Como di cui si fa cenno in una relazione riassuntiva recante la data 10 giugno 1839; lo studio della strada ferrata da Milano a Como nel tratto dal Mulino Traversa, sotto Lentate, fino a Como, con data 5 febbraio 1841; uno studio per la rivendicazione della primitiva linea di strada ferrata da Milano a Venezia (Como 1841); il rilievo altimetrico del terreno compreso fra Lovere sul lago d'Iseo e il giogo del Tonale; il profilo da Chiavenna al giogo dello Spluga; il rilievo della costa del Lago di Como da Colico a Lecco. Negli anni del suo incarico di Ingegnere Capo elaborò inoltre una gran quantità di progetti minori d'architettura, idraulica, topografia.
Molti riconoscimenti giunsero al Cusi da più parti: nominato aggiunto all'Imperial Regia Direzione delle Pubbliche Costruzioni, fu socio d'onore dell'Imperial Regia Accademia di Belle Arti, socio dell'Ateneo di Bergamo, socio ordinario dell'Accademia Fisico-Medico-Statistica e della Società d'Incoraggiamento di Milano.
Appassionato patriota, trasmise gli ideali di libertà e di amore per l'Italia al figlio e alla figlia: dopo gli eventi del 1848-49, a cui Egidio e Rosa parteciparono attivamente, compromettendosi irrimediabilmente di fronte alle autorità austriache, il Cusi troncò ogni rapporto con il governo Imperial Regio e si ritirò a vita privata, dividendo il suo tempo fra Milano e Como, dove abitavano i due figli, e Canova di Gambara, in provincia di Brescia, dove possedeva da molti anni una casa, che divenne la sua residenza preferita. Studioso instancabile, coltivò molteplici interessi e cercò di mettere l'esperienza maturata in tanti anni di lavoro al servizio della nuova realtà politica verso la quale si stava avviando l'Italia.
Nel 1864, pochi mesi prima di morire, presentò al Parlamento Italiano un lungo memorandum sulla Perequazione Fondiaria e sulla salvezza della minacciata unità del Regno d'Italia.
Morì a Canova di Gambara (Brescia) il 26 settembre 1864.

## Opere

Memoria sui canali di derivazione (1847)

- Giuseppe Cusi, Memoria sui canali di derivazione, Milano, presso Giuseppe Redaelli tipografo-litografo-librajo, 1847.